# 萬能麥斯
《萬能麥斯》（英語：Mighty Max）為美國電視動畫，於1993年至1994年於美國播映，總共播出兩季四十集，一開始播映是為了推銷同名系列玩具「Mighty Max」，在當時動畫配合玩具的行銷手法曾造成相當風潮。臺灣由台視引進，於台灣時間每週三下午五點播映。

## 故事大綱
麥斯是年約13歲的金髮男孩，某天他收到一個快遞包裏，裡面有能夠穿梭時空的紅色棒球帽，並帶有指示：「你已經被選為帽子的持有人，現在就去超市等候指示，萬能麥斯。」
後來麥斯認識了戰神與智者，四處對抗各種魔物，並朝最終大魔王「骷髏魔王」的巢穴邁進。

## 角色
- 麥斯（Max） －主角，由Rob Paulsen配音，台灣配音：姜瑰瑾；香港配音：郭志權
- 戰神（Norman）－麥斯的保鑣，由Richard Moll配音，台灣配音：沈光平
- 智者（Virgil）－長得像貓頭鷹，智慧的化身，由Tony Jay配音，台灣配音：官志宏；香港配音：陳永信
- 骷髏魔王（Skullmaster）－反派角色，由Tim Curry配音

## 發行資訊
萬能麥斯曾經發行過VHS（家用錄影帶）版本，不過尚未正式發行DVD，網路上販售的DVD皆是未經授權的版本。

## 週邊產品
令人意外的，萬能麥斯的周邊產品甚至比卡通本身更受歡迎。每個遊戲組合幾乎都會附有麥斯、反派角色的人形，並偶爾會附有戰神及智者的人形。
幾乎每一集卡通都有相對應的玩具組合。到了1995年，連麥當勞都在快樂兒童餐推出了萬能麥斯的玩具。
另外，萬能麥斯也被做成了電視遊戲、掌上遊戲以及漫畫、桌遊等等。